# Dépression psychotique
 Mise en garde médicale
Une dépression psychotique désigne un état dépressif accompagné de symptômes psychotiques. Elle survient lors de contextes de trouble bipolaire ou de dépression. Il peut être difficile de différencier la schizophrénie dysthymique ; ce trouble requiert la présence de symptômes psychotiques pendant une période d'au moins deux semaines. Le Manuel diagnostique et statistique des troubles mentaux (DSM-IV) énonce un symptôme dépressif à caractère psychotique.

## Symptômes
Les individus atteints de dépression psychotique souffrent d'un épisode dépressif majeur accompagné de symptômes psychotiques incluant les délires et/ou les hallucinations. Les délires peuvent être classifiés comme interférant avec l'humeur, aux dépens de leur nature. Les états d'humeur qui accompagnent les délires incluent la culpabilité, l'auto-blâme, ou une mauvaise perception de l'image de soi. La moitié des patients font l'expérience de délires. Les délires surviennent sans hallucination une fois sur deux sur trente patients atteints de dépression psychotique. Les hallucinations peuvent être sonores, olfactives (odeur) ou tactiles (toucher).

## Risques de rechute et risques associés
Les symptômes psychotiques tendraient à se développer chez un individu dépressif sans antécédent de psychose. Cependant, une fois les symptômes psychotiques développés, ces derniers apparaissent lors de chaque épisode dépressif. Les patients atteints de dépression psychotique ont un risque plus élevé de rechute et de suicide comparé aux patients dépressifs ne souffrant aucunement de psychose, et sembleraient être plus à risque de développer des troubles du sommeil,. La famille de patients ayant souffert de dépression psychotique a un risque élevé de développer elle-même une dépression psychotique et de la schizophrénie.

## Traitements
Les patients souffrant de dépression psychotique devraient être soignés par administration d'antipsychotiques et d'antidépresseurs, ou par électroconvulsivothérapie (ECT). L'ECT est considérée comme le traitement principal de dépression à caractère psychotique,.